# American V: A Hundred Highways
American V: A Hundred Highways é um álbum póstumo do cantor estadunidense Johnny Cash lançado em 4 de julho de 2006. Como o título implica, este é o quinto álbum da American Series de Cash, e também é seu último álbum de estúdio. Como seus predecessores, este álbum foi produzido por Rick Rubin e lançado pelo seu selo American Recordings através da Lost Highway Records, que distribui os lançamentos de country do selo. O álbum ganhou o disco de ouro da RIAA por ter vendido 500 mil cópias. Em sua primeira semana, ele vendeu 88 mil e, somente nos Estados Unidos, vendeu 337 mil.

## Lista de faixas
| N.º | Título                             | Compositor(es)           | Duração |  |
| 1.  | "Help Me"                          | Larry Gatlin             | 2:51    |  |
| 2.  | "God's Gonna Cut You Down"         | (tradicional)            | 2:38    |  |
| 3.  | "Like the 309"                     | Johnny Cash              | 4:35    |  |
| 4.  | "If You Could Read My Mind"        | Gordon Lightfoot         | 4:30    |  |
| 5.  | "Further On Up the Road"           | Bruce Springsteen        | 3:25    |  |
| 6.  | "On the Evening Train"             | Hank Williams            | 4:17    |  |
| 7.  | "I Came to Believe"                | Johnny Cash              | 3:44    |  |
| 8.  | "Love's Been Good to Me"           | Rod McKuen               | 3:18    |  |
| 9.  | "A Legend in My Time"              | Don Gibson               | 2:37    |  |
| 10. | "Rose of My Heart"                 | Hugh Moffatt             | 3:18    |  |
| 11. | "Four Strong Winds"                | Ian Tyson                | 4:34    |  |
| 12. | "I'm Free from the Chain Gang Now" | Lou Herscher, Saul Klein | 3:00    |  |

| Críticas profissionais                                                      | Críticas profissionais |
| Avaliações da crítica                                                       | Avaliações da crítica  |
| Fonte                                                                       | Avaliação              |
| --------------------------------------------------------------------------- | ---------------------- |
| Allmusic                                                                    | [ 1 ]                  |
| Pitchfork Media                                                             | [ 2 ]                  |
| Rolling Stone                                                               | [ 3 ]                  |
| Slant Magazine                                                              | [ 4 ]                  |
| Esta tabela precisa de ser acompanhada por texto em prosa. Consulte o guia. |                        |